# Katherine Moffat
Katherine Moffat (* 8. Juli 1958) ist eine Schauspielerin und Synchronsprecherin.

## Leben
Moffat trat seit den 1970er bis in die 1990er Jahre in zahlreichen Fernsehserien auf, so etwa in Der Weg nach Oregon (1977), B.J. und der Bär (1979), Quincy (1977/1979), CHiPs (1981–1982), Boone (1983–1984), Simon & Simon (1982/1985), Unter der Sonne Kaliforniens (1987), Mord ist ihr Hobby (1986/1988), als Etana Jol in Raumschiff Enterprise: Das nächste Jahrhundert (1991), The New WKRP in Cincinnati (1991) und lieh ihre Stimme als englische Synchronsprecherin verschiedenen Rollen in Die Fantastischen Vier mit neuen Abenteuern (1994) sowie Der unbesiegbare Iron Man (1994).
Filme, in denen sie spielte, sind Raquet – Aufschlag ins Glück (1979), Das Engelsgesicht – Drei Nächte des Grauens (1982), International Airport (1985), Der Prinz von Bel Air (1986), Perry Mason: The Case of the Poisoned Pen (1990), Firehawk – Operation Intercept (1995) und Agent 00 – Mit der Lizenz zum Totlachen (1996).

## Filmografie (Auswahl)

### Fernsehserien
- 1977: Der Weg nach Oregon (The Oregon Trail, eine Folge)
- 1977/1979: Quincy (Quincy M.E., zwei Folgen)
- 1979: B.J. und der Bär (B.J. and the Bear, zwei Folgen)
- 1980: Drei Engel für Charlie (Charlie’s Angels, eine Folge)
- 1980: Boomer, der Streuner (Here's Boomer, eine Folge)
- 1981–1982: CHiPs (zwei Folgen)
- 1982/1985: Simon & Simon (Simon & Simon, zwei Folgen)
- 1983: Das A-Team (The A-Team, eine Folge)
- 1983: Frank Buck – Abenteuer in Malaysia (Bring ’Em Back Alive, eine Folge)
- 1983: Fantasy Island (eine Folge)
- 1983–1984: Boone (13 Folgen)
- 1984: Knight Rider (eine Folge)
- 1985: Ein Duke kommt selten allein (The Dukes of Hazzard, eine Folge)
- 1985: Love Boat (The Love Boat, eine Folge)
- 1985: T.J. Hooker (eine Folge)
- 1986: Die Fälle des Harry Fox (Crazy Like a Fox, eine Folge)
- 1986: Der Mann vom anderen Stern (Starman, eine Folge)
- 1986: Renegade – Gnadenlose Jagd (Renegade, eine Folge)
- 1986/1988: Mord ist ihr Hobby (Murder, She Wrote, zwei Folgen)
- 1987: Unter der Sonne Kaliforniens (Knots Landing, zwei Folgen)
- 1987: Harrys wundersames Strafgericht (Night Court, eine Folge)
- 1990: Ein gesegnetes Team (Father Dowling Mysteries, eine Folge)
- 1991: Raumschiff Enterprise: Das nächste Jahrhundert (Star Trek: The Next Generation, eine Folge)
- 1991: The New WKRP in Cincinnati (drei Folgen)
- 1993: In der Hitze der Nacht (In the Heat of the Night, eine Folge)
- 1993: Die Verschwörer (Dark Justice, eine Folge)
- 1993: Überflieger (Wings, eine Folge)
- 1993: Star Trek: Deep Space Nine (eine Folge)
- 1994: One West Waikiki (eine Folge)
- 1994: Die Fantastischen Vier mit neuen Abenteuern (drei Folgen, Stimme)
- 1994: Der unbesiegbare Iron Man (13 Folgen, Stimme)
- 1996: Babylon 5 (eine Folge)
- 1997: Melrose Place (eine Folge)
- 1998: Palm Beach-Duo (Silk Stalkings, eine Folge)
- 1998: Sliders – Das Tor in eine fremde Dimension (Sliders, eine Folge)

### Filme
- 1979: Raquet – Aufschlag ins Glück (Racquet)
- 1982: Das Engelsgesicht – Drei Nächte des Grauens (The Beast Within)
- 1985: International Airport (Fernsehfilm)
- 1986: Der Prinz von Bel Air (Prince of Bel Air, Fernsehfilm)
- 1990: Perry Mason: The Case of the Poisoned Pen (Fernsehfilm)
- 1995: Firehawk – Operation Intercept (Aurora: Operation Intercept)
- 1996: Agent 00 – Mit der Lizenz zum Totlachen (Spy Hard)